# Iiella elegans
Iiella elegans är en kräftdjursart som först beskrevs av O. Tattersall 1960.  Iiella elegans ingår i släktet Iiella och familjen Mysidae. Inga underarter finns listade i Catalogue of Life.